# Reichsstraße 355
Als Reichsstraße 355 (R 355) wurde nach der Übernahme in deutsche Zivilverwaltung als CdZ-Gebiet Lothringen im Jahr 1940 bis 1944 die als Reichsstraße behandelte Straßenverbindung bezeichnet, die von Uckange (Ückingen) im Département Moselle (bis 1918 Bezirk Lothringen im Reichsland Elsaß-Lothringen) ausging  und dort von der in französisches Gebiet verlängerten Reichsstraße 57 abzweigte, auf der Trasse der früheren französischen Route nationale 52, die heute durch die Autoroute A30 ersetzt ist, über Hayange (Hayingen) nach Aumetz verlief, hinter dem sie die Grenze des Départements Meurthe-et-Moselle in Richtung Longwy erreichte.
Ihre Gesamtlänge betrug rund 25 Kilometer.